# Ann Veneman

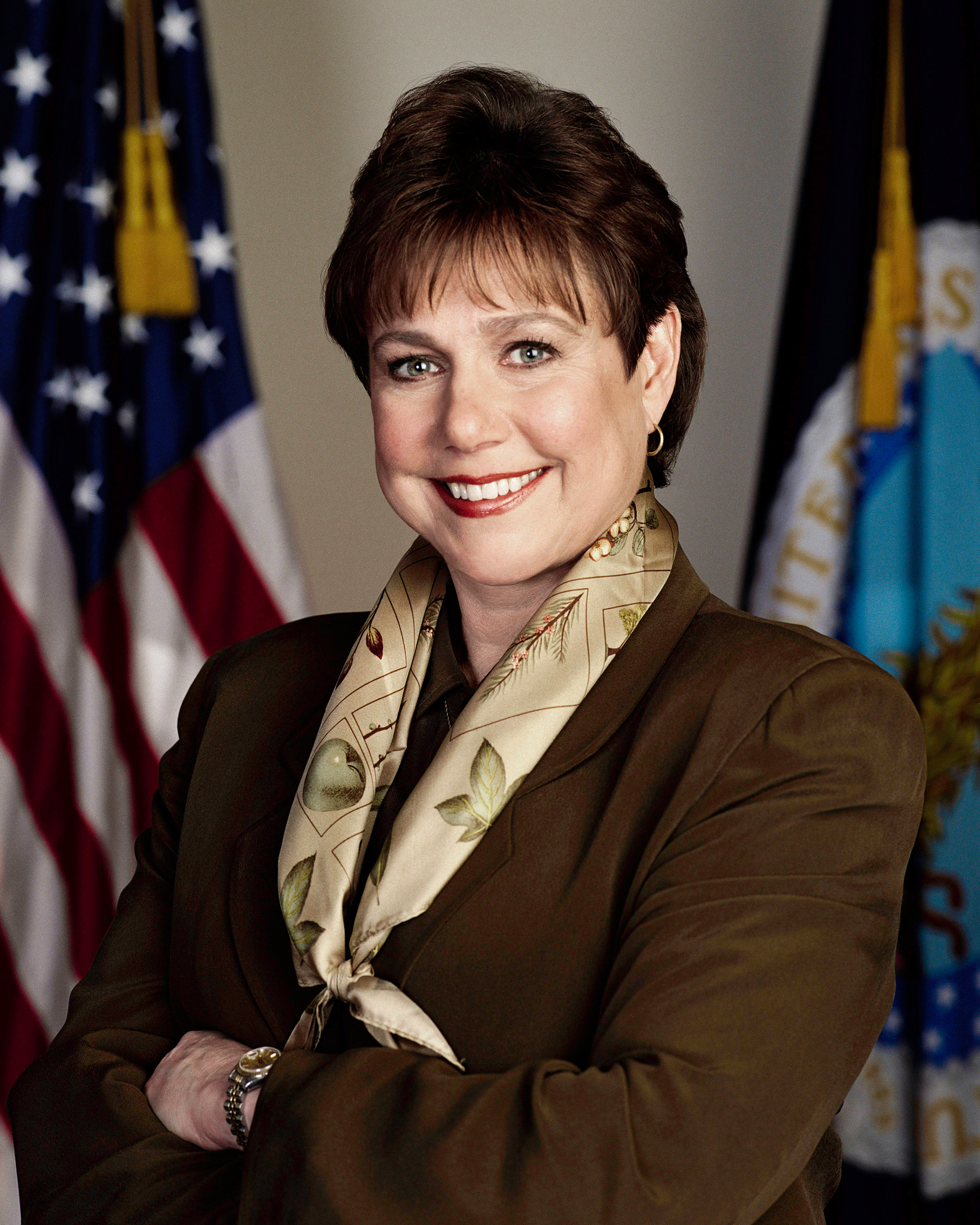
Ann Margaret Veneman

Ann Margaret Veneman (* 29. Juni 1949 in Modesto, Kalifornien) ist eine US-amerikanische Politikerin (Republikanische Partei) und ehemalige Direktorin des UN-Kinderhilfswerks UNICEF. Sie war die erste Frau, die Landwirtschaftsministerin der Vereinigten Staaten wurde.

## Familie und Schule
Ann Veneman wuchs auf einer Pfirsichfarm in Modesto auf. Sie war Rechtsanwältin, graduierte als Bachelor in Politikwissenschaften an der Universität von Kalifornien in Davis sowie als Magister in Öffentlicher Ordnung an der Universität Berkeley, Kalifornien und promovierte in Rechtswissenschaften am Hastings College of Law in San Francisco.

## Karriere
Veneman trat 1986 in den Auslandsdienst des Landwirtschaftsministeriums ein und war Hilfssachbearbeiterin bis 1989. Von 1989 bis 1991 war sie Landwirtschafts-Unterstaatssekretärin für internationale Angelegenheiten und Handelsprogramme. Unter Präsident George Bush war sie von 1991 bis 1993 Parlamentarische Staatssekretärin. Sie war aktiv beteiligt an den GATT-Verhandlungen in Uruguay, der NAFTA und dem Freihandelsabkommen zwischen den USA und Kanada. Von 1995 bis 1999 leitete Veneman das Kalifornische Ministerium für Ernährung und Landwirtschaft (California Department of Food and Agriculture). In dieser Funktion entwickelte sie landwirtschaftliche Programme für den größten landwirtschaftliche Produkte erzeugenden Staat der USA. Sie wurde von Präsident George W. Bush als Landwirtschaftsministerin in sein Kabinett berufen und vom Senat einstimmig bestätigt. Sie trat ihr Amt am 21. Januar 2001, dem Tag der Amtseinführung des Präsidenten, an. Veneman war der 27. Landwirtschaftsminister und die erste Frau auf diesem Posten.
Während ihrer Amtszeit begann die BSE-Epidemie, woraufhin ihr Ministerium die Schlachtung von nicht mehr lauffähigen Tieren verbot und die Zahl der BSE-Tests von etwa 20.000 auf 200.000 erhöhte. Die Bauern kritisierten an ihrer Amtszeit vor allem die zurückhaltende Informierung nach Bekanntwerden der Seuche und eine allgemein enge Zusammenarbeit mit Großkonzernen. So hat sie zum Beispiel Handelsbeschränkungen außer Kraft gesetzt und die Erschließung neuer Märkte erleichtert: (she) „played a key role in eliminating trade barriers and expanding opportunities for American farmers through new export markets. She has worked closely with U.S. Trade Representative Robert Zoellick, helping lead to the successful launch of a new round of trade negotiations for the World Trade Organization“ schrieb Meatnews. Am 15. November 2004 kündigte sie an, als Landwirtschaftsministerin zurücktreten; ihr Nachfolger wurde Mike Johanns. Im Mai 2005 trat Veneman für eine Amtszeit von fünf Jahren das Amt der Direktorin des UN-Kinderhilfswerks UNICEF an und übernahm damit die Nachfolge von Carol Bellamy, die diesen Posten zehn Jahre lang innehatte.
Aktuell bekleidet Veneman einen Aufsichtsratposten bei der Firma Nestlé. Muttermilch-Initiativen sehen darin einen Widerspruch zur bisherigen Arbeit bei UNICEF.

## Engagement
In ihrer Freizeit engagiert sie sich als Vorstandsmitglied der Close-Up-Stiftung, einer unabhängigen Organisation für staatsbürgerliche Bildung mit Sitz in Washington.